# Bohuňovice (district de Svitavy)
Pour les articles homonymes, voir Bohuňovice.
Bohuňovice (en allemand : Bohuniowitz) est une commune du district de Svitavy, dans la région de Pardubice, en Tchéquie. Sa population s'élevait à 111 habitants en 2024.

## Géographie
Bohuňovice se trouve à 6 km au nord-ouest de Litomyšl, à 23 km au nord-ouest de Svitavy, à 38 km au sud-est de Pardubice et à 132 km à l'est de Prague.
La commune est limitée par Horky et České Heřmanice au nord, par Sloupnice à l'est, par Sedliště au sud-est, par Tržek au sud, par Řídký au sud-ouest et par Cerekvice nad Loučnou à l'ouest.

## Histoire
La première mention écrite du village date de 1167.

## Galerie

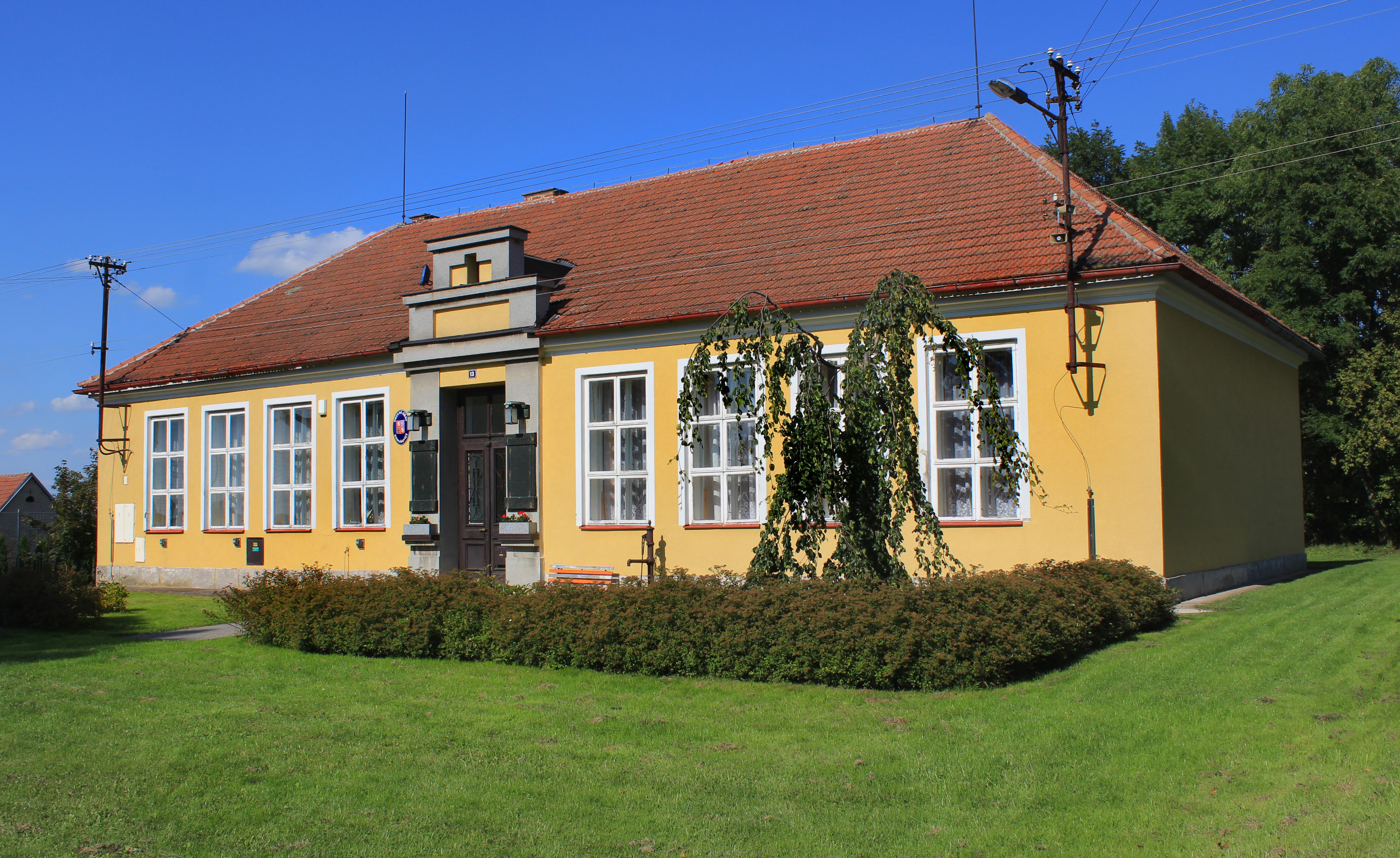
Bohuňovice : la mairie.
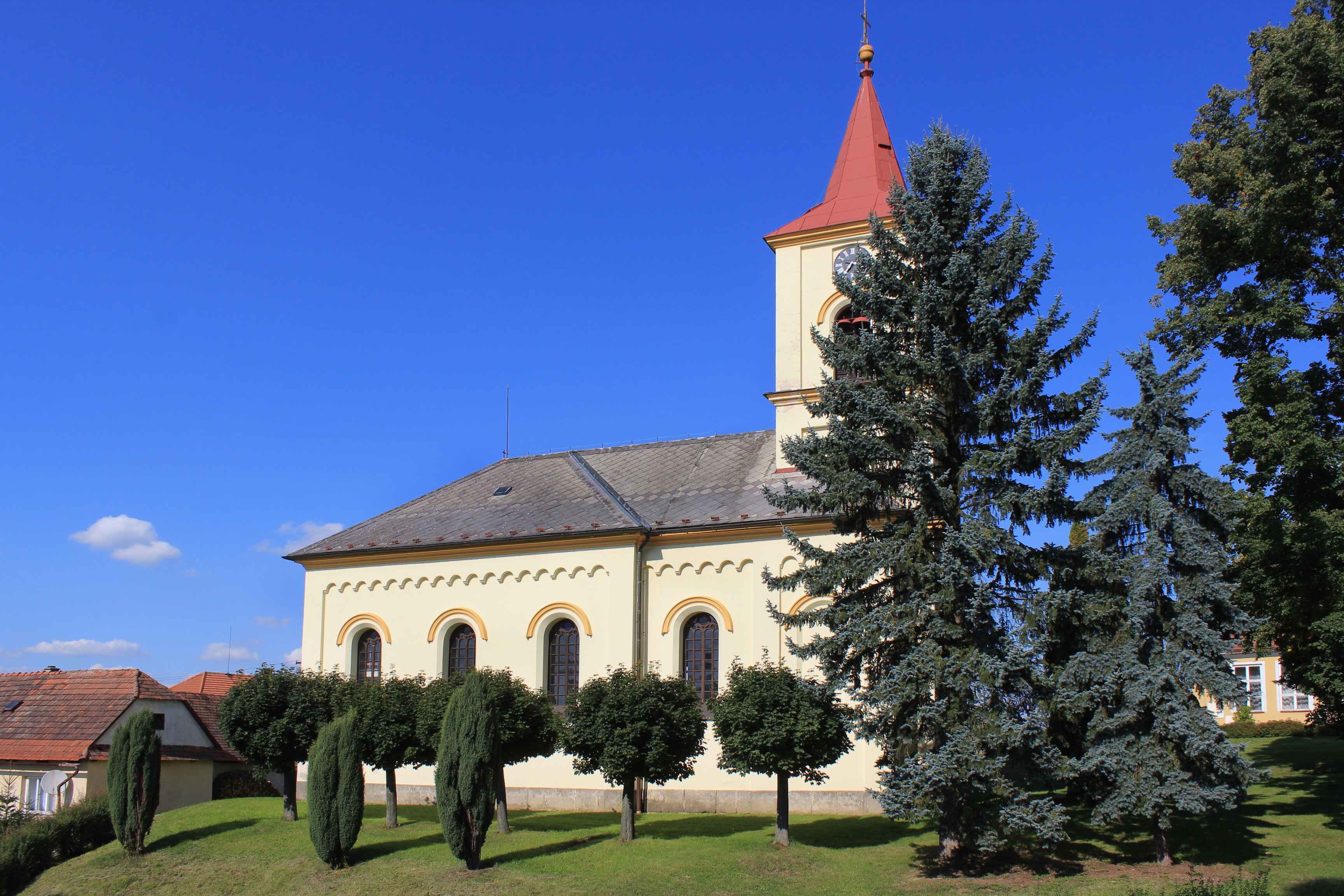
Bohuňovice : l'église.

## Transports
Par la route, Bohuňovice se trouve à 8 km de Litomysl, à 25 km de Svitavy, à 47 km de Pardubice et à 160 km de Prague. 